# Flavio Orsini
Flavio Orsini (ur. w 1530 albo w 1532 w Neapolu, zm. 17 lipca 1581 w Pozzuoli) – włoski kardynał.

## Życiorys
Urodził się w 1530 albo w 1532 roku w Neapolu, jako syn Ferrante Orsiniego i jego drugiej żony Beatrice Ferrillo del Balzo di Aragona. Studiował na Uniwersytecie w Perugii, gdzie w 1556 roku uzyskał stopień doktora utroque iure. Następnie był rzymskim klerykiem i prałatem Jego Świątobliwości. Święcenia kapłańskie przyjął w 1559 roku. 29 listopada 1560 roku został wybrany biskupem Muro Lucano, a 15 marca 1561 roku przyjął sakrę. Następnie został referendarzem Najwyższego Trybunału Sygnatury Apostolskiej i audytorem Kamery Apostolskiej. W 1562 roku zrezygnował z dotychczasowych funkcji i został mianowany biskupem Spoleto. 15 maja 1565 roku został kreowany kardynałem prezbiterem i otrzymał kościół tytularny San Giovanni a Porta Latina. W latach 1569–1573 pełnił funkcję administratora apostolskiego Cosenzy. w 1572 roku został legatem papieskim przed Karolem IX Walezjuszem i objął tę funkcję wkrótce po masakrze hugenotów. Był zwolennikiem małżeństwa brata króla Francji z jedną z córek króla Hiszpanii Filipa II, a także usiłował zainteresować Karola IX książęcą inicjatywą (która później przybrała formę Ligi Katolickiej przeciwko Turkom) i szerzył postanowienia soboru trydenckiego. Jego misja zakończyła się patem, więc na początku 1573 roku opuścił Paryż i udał się do Włoch, by rozsądzić spór pomiędzy Stolicą Apostolską a księciem Ferrary. W latach 1575–1581 pełnił funkcję prefekta Sygnatury ds. Brewe Apostolskich. Był mecenasem sztuki i utrzymywał przyjazne kontakty z twórcami renesansowymi. Zmarł 17 lipca 1581 roku w Pozzuoli.